# Trapezoedro
El trapezoedro, antibipirámide o deltoedro n-gonal es el poliedro dual del antiprisma n-gonal.

## Nombre
Estas figuras, a veces llamados deltoedros, no deben confundirse con deltaedros, cuyas caras son triángulos equiláteros
En los textos que describen los hábitos cristalinos de los minerales, la palabra trapezoedro se utiliza a menudo para el poliedro conocido como icositetraedro deltoidal.

## Formas
1. Trapezoedro triangular – 6 caras – dual: octaedro
2. Trapezoedro cuadrangular – 8 caras – dual: antiprisma cuadrangular
3. Trapezoedro pentagonal – 10 caras – dual: antiprisma pentagonal
4. Trapezoedro hexagonal – 12 caras – dual: antiprisma hexagonal
5. Trapezoedro heptagonal – 14 caras – dual: antiprisma heptagonal
6. Trapezoedro octogonal – 16 caras – dual: antiprisma octogonal
7. Trapezoedro eneagonal – 18 caras – dual: antiprisma eneagonal
8. Trapezoedro decagonal – 20 caras – dual: antiprisma decagonal

- Fórmula general: Trapezoedro n-gonal – 2n caras – dual: antiprisma n-gonal

## Ejemplos
- El Sistema cristalino de los átomos puede repetirse en el espacio usando células trapezoedrales.